# Vescovo

Stemma vescovile della Chiesa cattolica

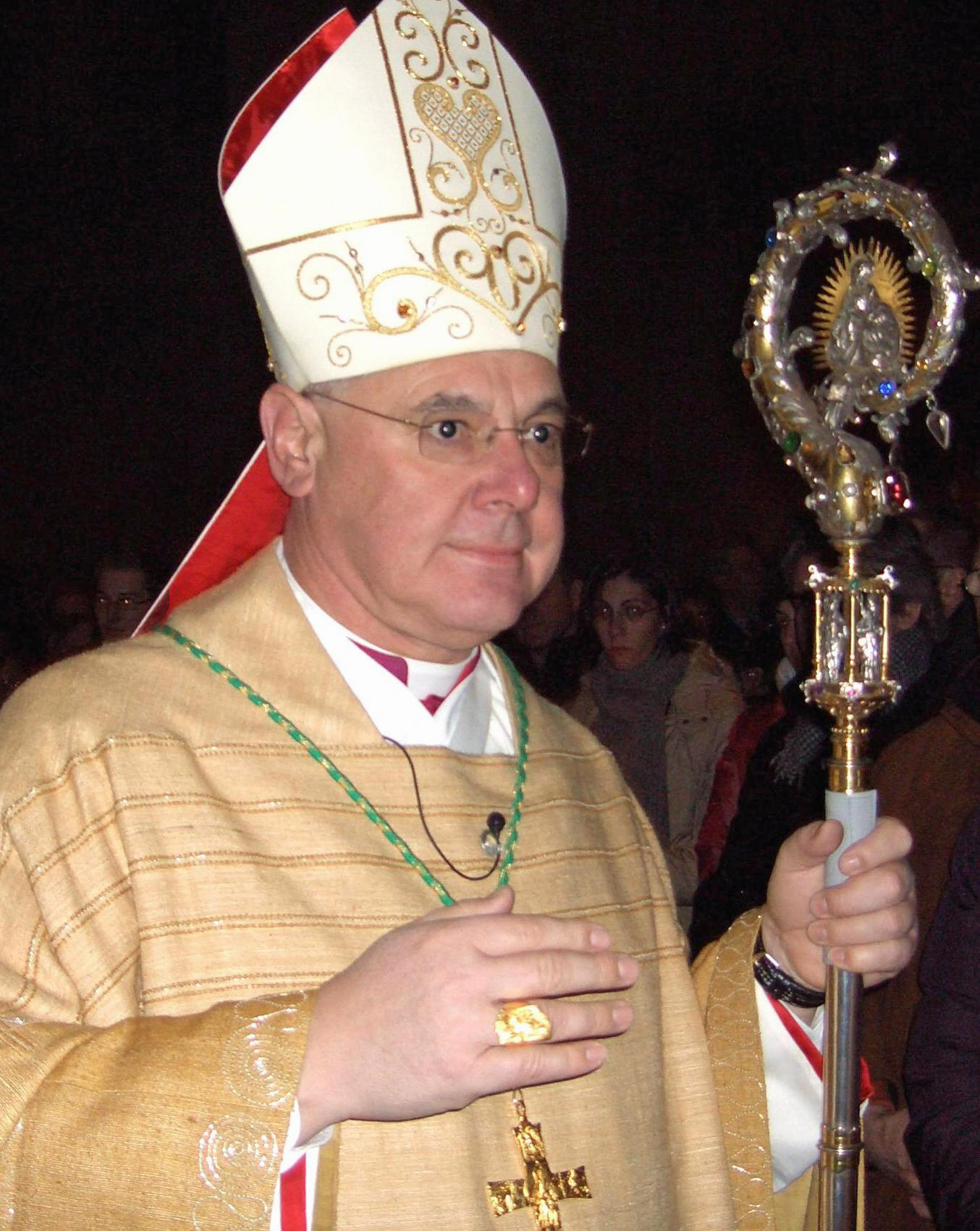
Gerhard Ludwig Müller durante una celebrazione liturgica a Ratisbona. Si possono notare le insegne, tra cui la mitra, il bastone pastorale, l'anello e la croce pettorale

Il vescovo (o, più anticamente, episcopo) è, in alcune Chiese cristiane, il responsabile di una diocesi. È inoltre considerato un successore degli apostoli in tutte le Chiese che credono nell'episcopato storico (tra cui quella cattolica, quella ortodossa, e quella anglicana).
La parola vescovo viene dal greco antico ἐπίσκοπος?, epìskopos ("supervisore, sorvegliante"). Nell'antica Grecia questo termine veniva utilizzato per indicare uno scolarca, o direttore di un'accademia, poiché spesso aveva funzioni di sorveglianza.
I vescovi cattolici godono dell'appellativo di Eccellenza Reverendissima, mentre i patriarchi (cattolici di rito orientale e ortodossi) quello di beatitudine.

## Storia

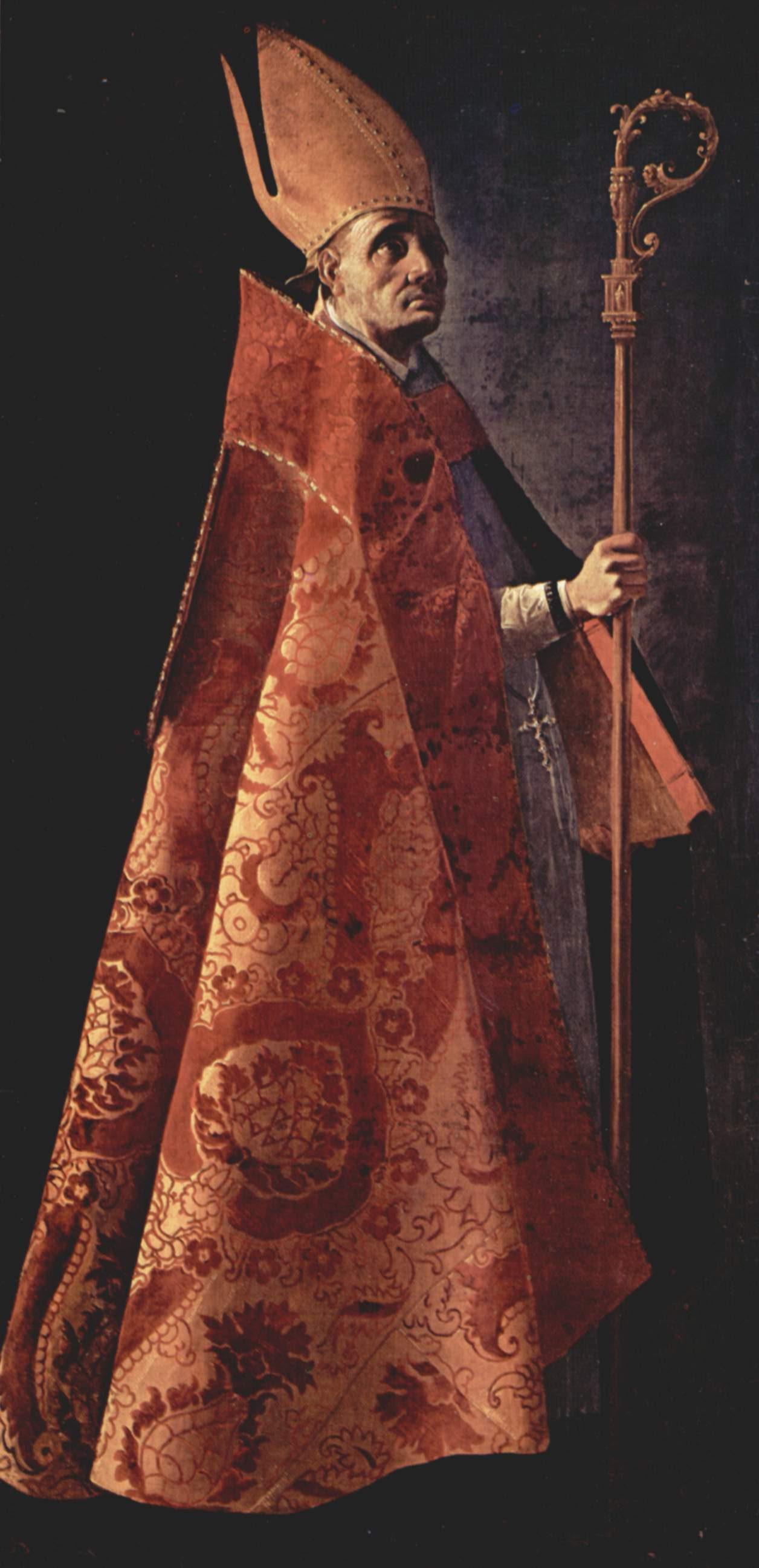
Ambrogio, vescovo di Milano, vestito delle insegne episcopali

L'episcopato è uno dei ministeri citati nel Nuovo Testamento, in particolare nelle lettere di Paolo, seppur con differenze rispetto a quello sviluppatosi con il tempo nelle Chiese di tradizione episcopale (che riconoscono cioè l'autorità dei vescovi come successori degli apostoli).
Nei primi secoli del cristianesimo il suo ruolo cominciò invece a delinearsi come quello di guida delle chiese locali: nel III secolo abbiamo la presenza di importanti comunità cristiane di fondazione apostolica guidate da vescovi (come a Lione o ad Antiochia). Nel IV secolo sono vescovi molti dei padri della Chiesa: Ambrogio a Milano, Agostino a Ippona, Cirillo a Gerusalemme, Atanasio ad Alessandria.
Nel IV secolo Costantino dette inoltre ai vescovi lo "status" di funzionari dello Stato romano, attribuendosi lui stesso il titolo di "supervisore/vescovo per gli affari esterni alla chiesa cristiana". Fu lo stesso imperatore Costantino a convocare e presiedere il primo concilio ecumenico della storia, quello di Nicea del 325.

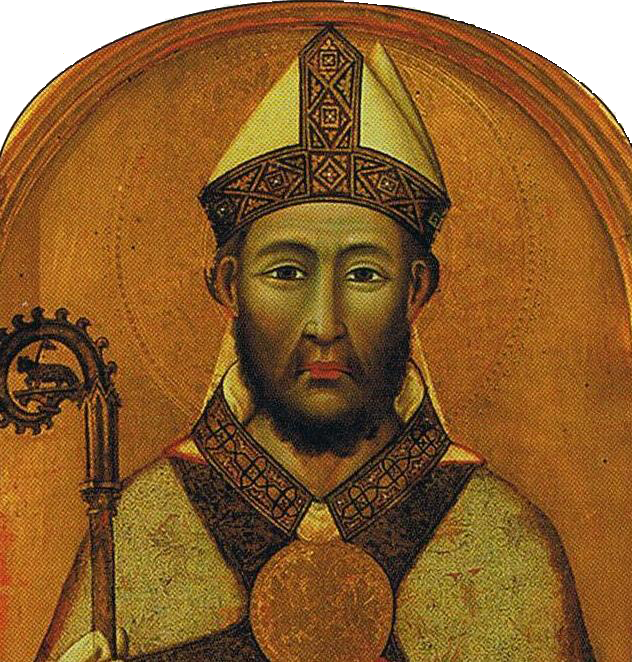
Dipinto di Meo da Siena (particolare dal polittico del 1315 per l'abbazia di Santa Maria di Valdiponte, oggi nella Galleria nazionale dell'Umbria a Perugia) raffigurante un vescovo

Il ruolo di funzionari venne mantenuto anche dopo la caduta dell'Impero romano d'Occidente in età feudale, spesso anche per motivi pratici: i vescovi, essendo sacerdoti, avevano l'obbligo del celibato e non potevano pertanto avere figli legittimi che potessero pretendere un'eredità del feudo. Questo avvenne nella maggior parte dei paesi a maggioranza ortodossa (come Romania, Grecia, Bulgaria, ...), nel Regno di Franconia, nel Sacro Romano Impero di Carlo Magno (con il ruolo dei vescovi-conti), nei paesi scandinavi (Danimarca, Norvegia, Svezia) e in Islanda (così è avvenuto, in tempi più recenti, nella Repubblica Popolare Cinese).
Tale situazione dettò nel corso della storia della Chiesa numerosi problemi, soprattutto per quanto riguardava la facoltà di nominare i vescovi, contesa tra imperatore e papato, fino a sfociare in uno scontro aperto nell'XI secolo, in quella che viene definita lotta per le investiture. Nell'XI secolo papa Gregorio VII vietò le investiture episcopali da parte dei laici.
Un caso particolare di diocesi nullius  (ovvero territorio non facente capo ad alcuna diocesi) dove il capo di Stato nominava i vescovi e aveva anche una grande influenza sulla nomina del Patriarca era quella di Venezia o di San Marco, retta da un Doge con prerogative vescovili, che, a seguito della traslazione delle spoglie dell'apostolo Marco da Alessandria d'Egitto a Venezia nel IX secolo, diede al princeps Ducatus Venetus l'assoluta autonomia di nomina vescovile nella sua diocesi per tutta la durata della Serenissima Repubblica, competendo in prestigio con la stessa sede romana. Il ruolo dei vescovi venne messo in discussione nel XVI secolo da parte delle Chiese riformate, che non accettavano l'ordine sacro e non ritenevano che l'episcopato facesse parte della costituzione divina della Chiesa.
In ambito cattolico, questa concezione venne condannata dal Concilio di Trento, che ribadì invece la dottrina secondo cui i vescovi sono i successori degli apostoli e il loro ruolo è istituito da Gesù Cristo; il concilio emanò inoltre alcuni decreti disciplinari per contrastare la pratica che considerava il vescovo un uomo di potere: per la prima volta, la rendita dei benefici ecclesiastici venne connessa alla residenza nella diocesi di appartenenza e venne ribadita la preminenza del ruolo pastorale del vescovo rispetto a quello politico e istituzionale.

## Nel cattolicesimo

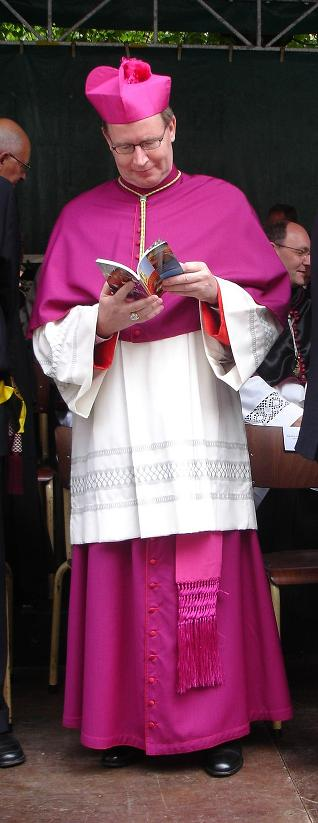
Willem Jacobus Eĳk, allora vescovo cattolico di Groninga, in abito corale

Nel cattolicesimo l'episcopato è il terzo e il più alto tra i gradi in cui è suddiviso il sacramento dell'Ordine (dopo il diaconato e il presbiterato). I vescovi sono i successori degli apostoli sia dal punto di vista pastorale sia sacramentale: gli apostoli, ricevuto lo Spirito Santo nella Pentecoste (Atti 1,8; 2,4; Giovanni 20,22-23), lo hanno trasmesso ai loro successori con l'imposizione delle mani ed esso è stato trasmesso fino a oggi (nella cosiddetta successione apostolica) nell'ordinazione episcopale.
Pertanto, i cardinali e il Sommo Pontefice non appartengono a un ordine sacramentale superiore a quello dei vescovi. Infatti, "Vescovo di Roma" è l'appellativo proprio ed essenziale del Papa.
Nel diritto canonico si distinguono i vescovi diocesani dagli altri vescovi, detti titolari: "Si chiamano diocesani i Vescovi ai quali è stata affidata la cura di una diocesi; gli altri si chiamano titolari".
La chiesa da cui un vescovo diocesano esercita il suo magistero è detta cattedrale.

### Elezione e ordinazione

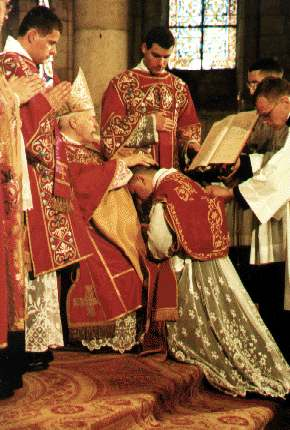
Vescovo cattolico conferisce l'ordine sacro a un presbitero secondo l'usus antiquior del rito romano

Nella Chiesa delle origini, il vescovo veniva scelto con l'intervento del clero e del popolo, che potevano testimoniare i meriti del candidato. Nel Medioevo il diritto di elezione era esercitato generalmente dal capitolo cattedrale. Ma successivamente, in epoche diverse per ogni diocesi, i diritti di elezione dei vescovi furono esercitati direttamente dalla Santa Sede, che in alcune occasioni concesse a sovrani cattolici il diritto di nomina o di presentazione. Solo con il codice del 1917 si arriva ad affermare solennemente che il vescovo deve essere nominato dal papa, o comunque il diritto del papa di confermare i vescovi legittimamente eletti. Ancora oggi la Santa Sede riconosce i privilegi tradizionali esercitati da alcuni capitoli e alcuni capi di Stato nella nomina dei vescovi.
Attualmente è previsto che almeno ogni tre anni i vescovi di una provincia ecclesiastica, o le conferenze episcopali, inviino alla Santa Sede un elenco di presbiteri adatti all'episcopato. In ogni caso, ogni qualvolta viene nominato un vescovo, il legato pontificio è tenuto a comunicare alla Santa Sede, insieme al suo parere, anche quello del metropolita e dei vescovi suffraganei della provincia alla quale appartiene il candidato.
Per l'elevazione all'episcopato si richiede che il candidato:
1. sia eminente per fede salda, buoni costumi, pietà, zelo per le anime, saggezza, prudenza e virtù umane, e inoltre dotato di tutte le altre qualità che lo rendono adatto a compiere l'ufficio in questione;
2. goda di buona reputazione;
3. abbia almeno trentacinque anni di età;
4. sia presbitero almeno da cinque anni;
5. abbia conseguito la laurea dottorale o almeno la licenza in Sacra Scrittura, teologia o diritto canonico in un istituto di studi superiori approvato dalla Sede Apostolica, oppure sia almeno veramente esperto in tali discipline.

Il rito dell'ordinazione episcopale prevede l'imposizione delle mani da parte di un vescovo consacrante (solitamente insieme ad altri due vescovi co-consacranti) e la consegna del Vangelo, dell'anello, della mitra e del pastorale. La consegna del Vangelo indica il dovere di annunciare la Parola di Dio, l'anello è simbolo della fedeltà all'impegno e al servizio episcopale, la mitra (o mitria) è un richiamo allo splendore della santità alla quale il vescovo deve aspirare, il pastorale è un riferimento al ministero di pastore che il vescovo assume con la sua nomina.

L'ordinazione episcopale viene sempre effettuata su un permesso espresso dalla Santa Sede, ma può essere valida (anche se non legittima) anche in contrasto con questa disposizione, purché il consacrante sia un vescovo. Il vescovo che consacri un altro vescovo senza mandato pontificio incorre tuttavia nella scomunica latae sententiae prevista dal Codice di Diritto Canonico. Nei tempi moderni gli ordinanti sono di solito tre vescovi. In tempi recenti, hanno suscitato clamore l'ordinazione di quattro vescovi senza le dovute lettere pontificie da parte di mons. Marcel Lefebvre nel 1988 e, nel 2006, da parte di mons. Emmanuel Milingo.

### Dimissioni
I vescovi possono presentare alla Santa Sede le dimissioni dal proprio incarico. Secondo il decreto conciliare Christus Dominus i vescovi sono invitati a presentare le loro dimissioni se sopraggiunge un'età avanzata o se per altri gravi motivi non sono più in grado di svolgere i loro compiti. La concreta applicazione del decreto conciliare è stata regolata da papa Paolo VI con il motu proprio Ecclesiae Sanctae del 6 agosto 1966 che prevede che tutti i vescovi e gli altri ordinari a loro equiparati debbano presentare le loro dimissioni prima del compimento del 75º anno di età; rimane facoltà della Santa Sede accettare le dimissioni.
Queste norme furono accolte nel nuovo Codice di diritto canonico, promulgato da papa Giovanni Paolo II il 25 gennaio 1983, che prevede per le dimissioni due commi distinti, uno per i vescovi che hanno compiuto i 75 anni di età e l'altro per le dimissioni per motivi di salute o per altri gravi motivi:
(Art. 401, §1)
(Art. 401, §2)
Queste disposizioni sono estese anche ai vescovi coadiutori e agli ausiliari, e ai vescovi delle Chiese sui iuris
Quando le dimissioni sono state accettate, il vescovo ha la facoltà di eleggere una sua sede, nella diocesi in cui cessa il suo ufficio, che in questo caso deve provvedere al vescovo emerito, oppure altrove.
Fino al 1970 al vescovo dimissionario veniva assegnata una diocesi titolare, ma per disposizione dello stesso Paolo VI del 31 ottobre 1970 non vennero più assegnate sedi titolari, e i vescovi dimissionari furono chiamati con il titolo della diocesi di cui erano stati ordinari, preceduto da «già» (olim in latino). Anche ai vescovi ai quali era stata assegnata negli anni precedenti una sede titolare veniva chiesto di rinunciare alla sede titolare. Con l'entrata in vigore del Codice di diritto canonico i vescovi dimissionari mantengono il titolo della diocesi a cui hanno rinunciato con l'aggiunta della qualifica di "emerito".
Il grande numero dei vescovi emeriti causato dall'obbligo delle dimissioni a settantacinque anni e dall'allungamento della vita media in molti Paesi ha spinto la Congregazione per i vescovi a considerare il ruolo del vescovo dopo la cessazione del suo episcopato nel senso di un coinvolgimento nella vita della Chiesa, sia a livello diocesano, sia all'interno della propria Conferenza episcopale.

### Funzioni del vescovo nella Chiesa cattolica

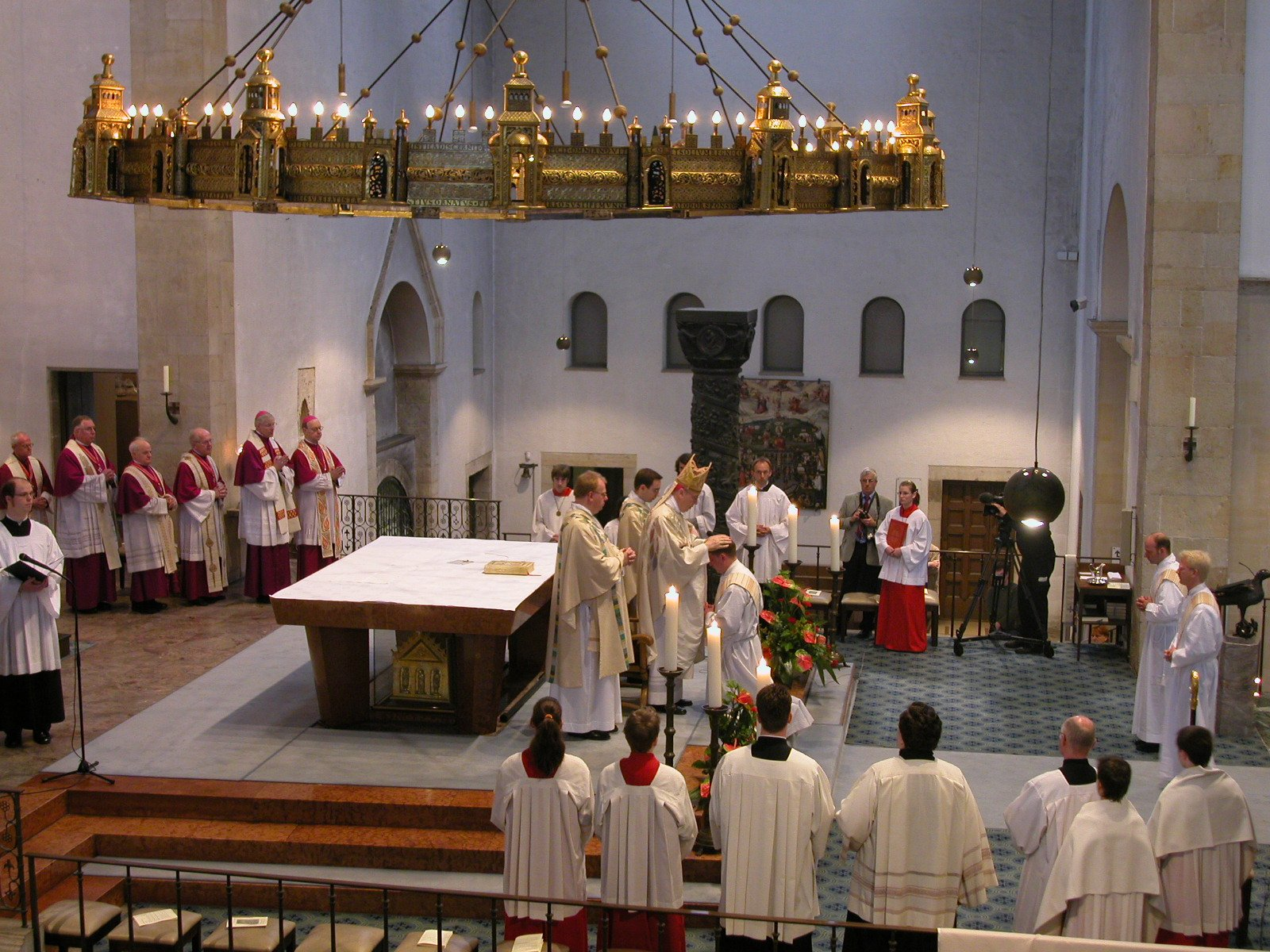
Vescovo cattolico conferisce l'ordine sacro a un presbitero nel duomo di Hildesheim.

Il Codice di diritto canonico precisa che:
(Can. 375)
Secondo questo testo, e secondo le linee comuni della teologia, il ministero o servizio del vescovo si sviluppa lungo tre direttrici, partendo dalle tre caratteristiche di Cristo (tria munera Christi: regalità, profezia, sacerdozio, tradotti nel libri da II a IV del Codice di diritto canonico.
Si distinguono tre munera, ossia uffici propri del vescovo:
- il munus docendi, l'ufficio di insegnare: il vescovo è il maestro nella fede del popolo di Dio a lui affidato, ha la funzione di insegnare con autorità la dottrina rivelata da Dio;
- il munus sanctificandi, l'ufficio di santificare: presiedendo la celebrazione dei sacramenti, è strumento di Dio per la santificazione del suo popolo; è suo compito e responsabilità amministrare il sacramento dell'Ordine sacro per la consacrazione di diaconi, presbiteri, vescovi;
- il munus regendi, l'ufficio di governare: il vescovo è il responsabile dell'attività pastorale della comunità diocesana, il primo dei servitori del popolo di Dio e quindi del regno di Dio.

### Insegne episcopali e abiti propri

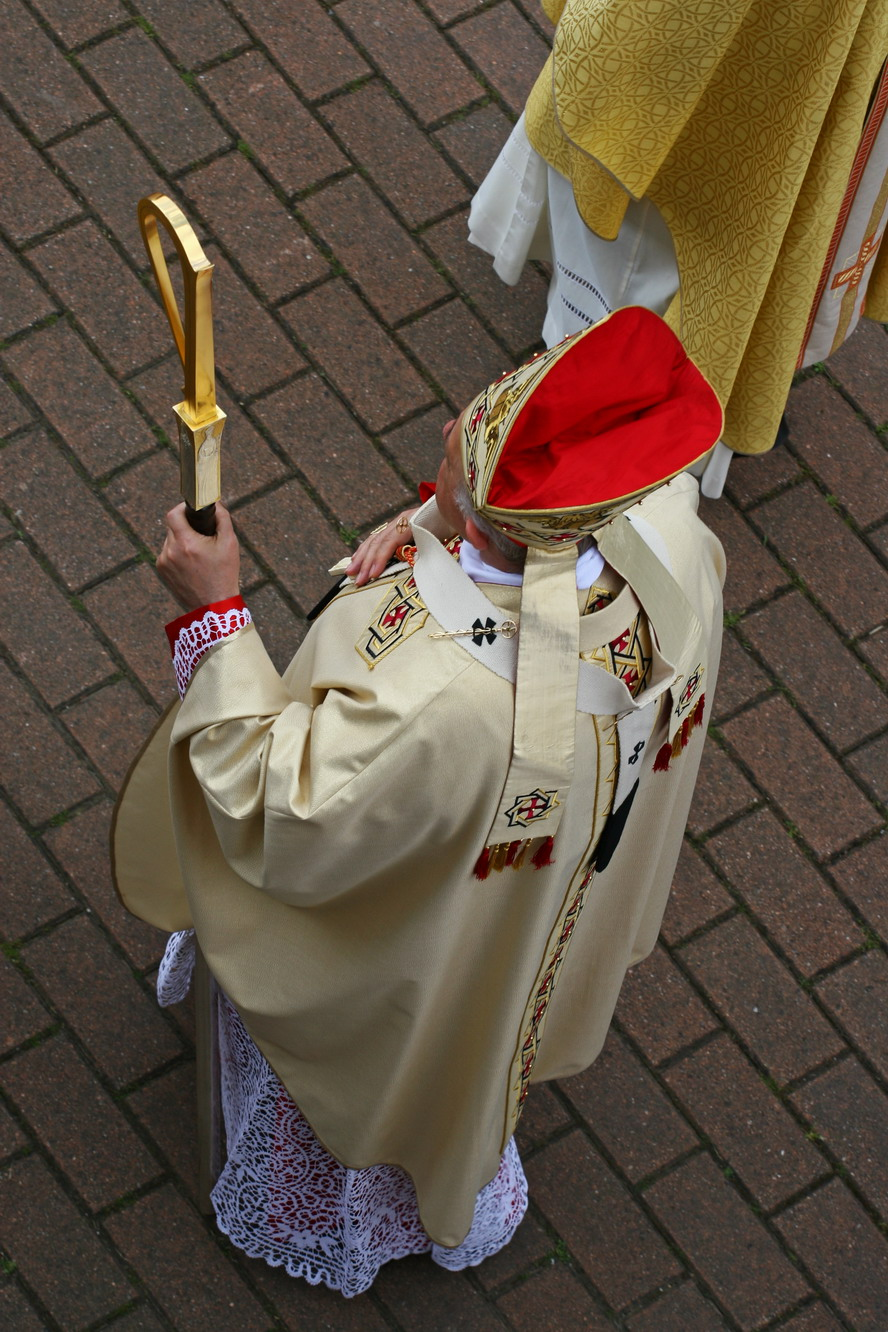
L'arcivescovo cattolico Dionigi Tettamanzi con le insegne durante una celebrazione liturgica

L'insegna è un oggetto, un paramento o un distintivo che costituisce l'emblema, il simbolo, l'attributo caratteristico di una dignità, di un'autorità, dell'ufficio esercitato da una persona; le insegne episcopali, dunque, caratterizzano il vescovo ed egli le indossa perché gli sono proprie. Inoltre esse delineano la sua autorità e dignità in quanto successore degli apostoli e aiutano a comprendere il suo ruolo di pastore e guida. Oltre alle insegne episcopali ricevute durante la consacrazione (anello, mitra e pastorale) e ai paramenti propri del presbitero, durante i vari riti liturgici il vescovo indossa la croce pettorale, solitamente in metallo e affrancata a una catena o cordiglio di colore verde/oro e lo zucchetto di colore paonazzo. Nei pontificali il vescovo presidente indossa sotto la casula o pianeta anche la dalmatica. Se il vescovo è insignito del titolo di arcivescovo metropolita (cioè è a capo di una metropolia, una circoscrizione ecclesiastica comprendente più diocesi) indossa, sopra la casula, il pallio, che esprime il legame con il pontefice romano.

In occasione di visite pastorali o se assiste (ovvero non prende parte diretta alla celebrazione) a riti religiosi, il vescovo indossa l'abito corale, mentre ordinariamente indossa l'abito talare (chiamato anche abito piano). Di norma il colore dell'abito piano vescovile è nero con fascia, bottoni e zucchetto di colore paonazzo; i vescovi che si trovano in terra di missione, o vivono in zone tropicali o dove il clima è particolarmente caldo, possono indossare l'abito talare di colore bianco, mantenendo, però, occhielli, bottoni, bordi, fodera, fascia, e zucchetto di colore paonazzo, per differenziarsi dall'abito piano del papa, giacché quest'ultimo è l'unico che può interamente vestirsi di bianco.

Abito talare (o piano) vescovile
Abito corale vescovile
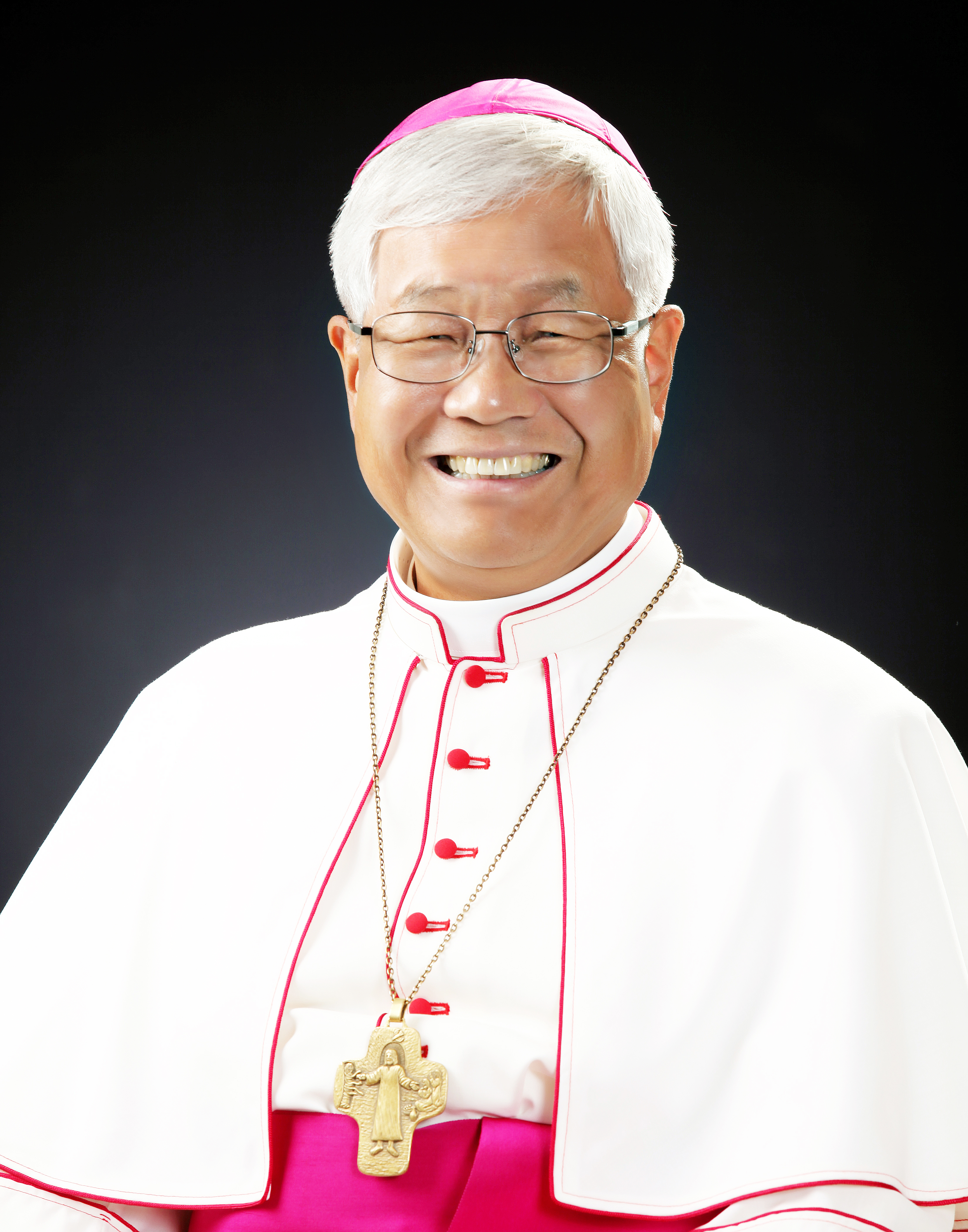
Mons. Lazarus You Heung-sik (ora cardinale) indossa l'abito piano bianco, con zucchetto, fascia, bottoni, occhielli, bordi e fodera paonazzi

### Gerarchia dei vescovi

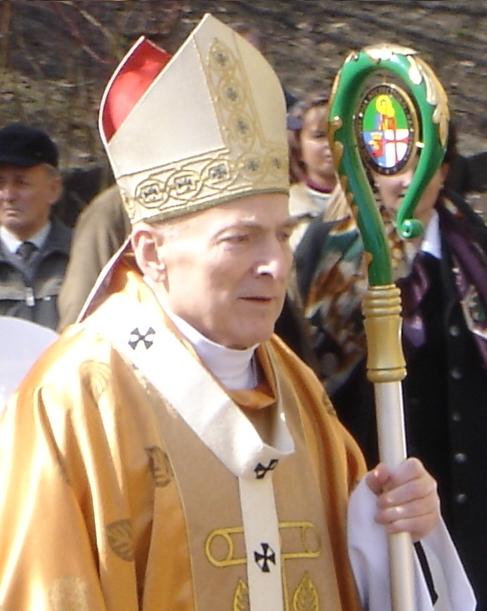
L'arcivescovo metropolita polacco Zygmunt Kamiński, allora arcivescovo di Stettino-Kamień, mentre indossa il pallio

Benché dal punto di vista sacramentale tutti i vescovi abbiano le stesse attribuzioni, anche tra i vescovi esiste una gerarchia: il grado più alto è quello di patriarca, a cui segue, nelle Chiese cattoliche orientali, quello di arcivescovo maggiore; quindi gli arcivescovi metropoliti, che sono i vescovi a capo delle arcidiocesi metropolitane, sedi principali di una provincia ecclesiastica composta, oltre alla sede metropolitana, da una o più diocesi suffraganee.
L'arcivescovo metropolita, oltre agli abiti episcopali comuni a tutti i vescovi, indossa il pallio che gli è proprio. Il pallio e il pastorale possono essere portati solo nel proprio ambito di giurisdizione. C'è inoltre da precisare che alcune sedi suffraganee sono comunque "arcidiocesi", non metropolitane. Il vescovo di tale sede suffraganea è dunque arcivescovo, senza essere metropolita e senza indossare il pallio.
Anticamente il primate, cioè un arcivescovo a capo di una Chiesa nazionale cattolica (o autocefala per gli Ortodossi) era uso portare il "razionale", che lo distingueva dal resto dei metropoliti, ed era una specie di pallio fregiato a forma più circolare, oppure a Y; vi sono alcune arcidiocesi nel Nord Europa in cui è ancora oggi in uso, ad esempio Paderborn in Germania e Cracovia in Polonia. Vi sono poi gli arcivescovi, che possono essere a capo di una arcidiocesi metropolitana (metropolita), o di un'arcidiocesi soppressa o ancora ad personam.
In una diocesi grande possono anche essere nominati vescovi ausiliari per aiutare il vescovo titolare. Se hanno diritto di successione vengono chiamati coadiutori, e succedono alla cattedra del vescovo titolare.
Ad alcuni vescovi (anche latini) è attribuito il titolo di "esarca" in riconoscimento di un'autorità più ampia, o di una tradizione illustre della propria sede episcopale.

### Aspetto collegiale

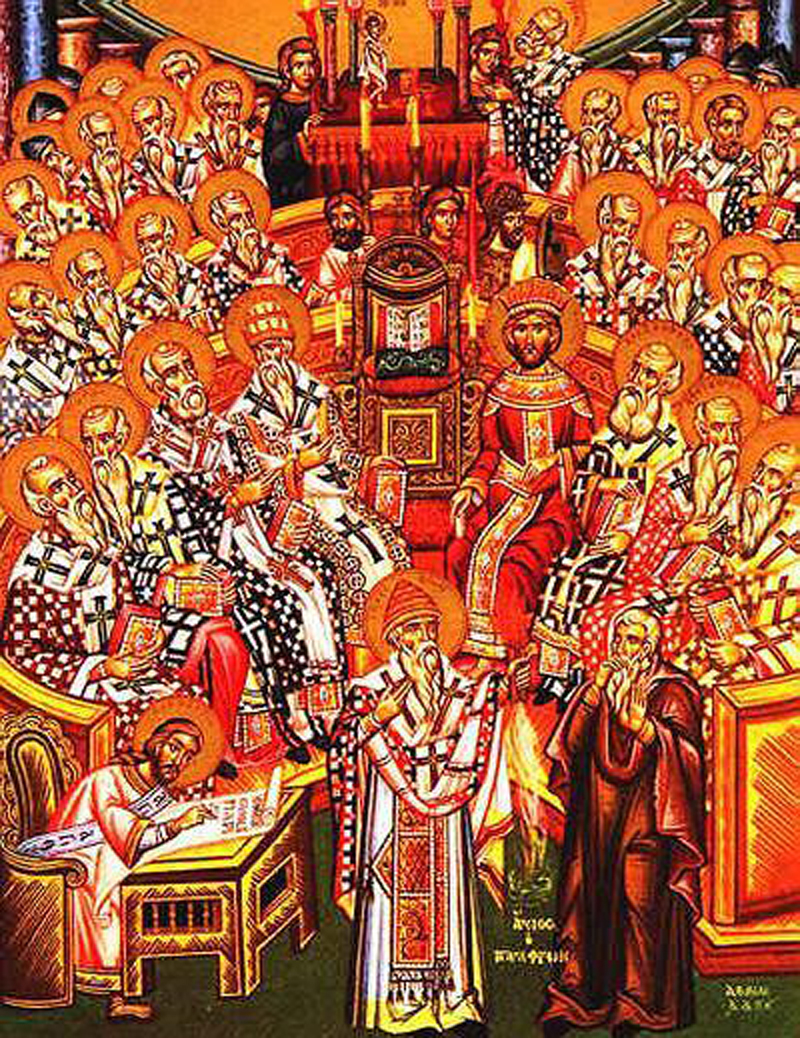
Vescovi radunati nel Primo concilio di Nicea

L'ordine episcopale ha un carattere collegiale: i vescovi sono tenuti a lavorare in comunione tra loro e con il vescovo di Roma (il papa) in particolare. L'insieme di tutti i vescovi prende il nome di Collegio episcopale di cui il pontefice è il capo.
Il collegio episcopale esercita la sua potestà in modo solenne nei concili ecumenici, i cui decreti non hanno forza obbligante se non siano stati approvati dal Romano Pontefice insieme con i Padri del Concilio, da lui confermati e per suo comando promulgati.
Sono membri primari del collegio episcopale tutti i vescovi che sono in comunione con il papa. Ne sono membri anche i vescovi titolari che sono in comunione con il papa, pur se si discute se è per diritto divino che questi partecipano ai concili ecumenici, ai quali possono partecipare pienamente anche, su invito dello stesso concilio o del papa, anche altri, come di fatti vi hanno partecipato alcuni abati e superiori generali di istituti religiosi.
Nella Chiesa latina i vescovi sono organizzati in conferenze episcopali, generalmente su base nazionale. Nelle 23 Chiese cattoliche orientali (che sono tutte Chiese sui iuris), il Santo Sinodo rappresenta, come nelle Chiese cristiane orientali ortodosse, la più alta autorità e organo deliberativo in materia di governo, di giudizio e di fede, che elegge il Patriarca o il primate della Chiesa. Il Codice dei canoni delle Chiese orientali stabilisce che all'interno delle Chiese patriarcali e arcivescovili maggiori cattoliche ci sia un sinodo permanente, formato dal patriarca e da quattro vescovi in carica per cinque anni, e disciplina nello stesso tempo la convocazione del Santo Sinodo (di tutti i vescovi) che si tiene per alcune materie specifiche, ovvero su richiesta di un terzo dei vescovi oppure del sinodo permanente.

### Appellativi
I vescovi e gli arcivescovi cattolici hanno diritto al trattamento di "eccellenza reverendissima", mentre ai patriarchi (termine che significa, in greco, "primo padre") cattolici di rito orientale spetta quello di beatitudine, trattamento che è riservato anche al patriarca di Gerusalemme dei Latini. Ai cardinali spetta il trattamento di "eminenza" .
Nella Chiesa ortodossa di rito bizantino e nelle Chiese orientali non bizantine si segue un'altra tradizione: i patriarchi ortodossi più importanti (ad esempio Costantinopoli, Antiochia, Alessandria, Gerusalemme, Mosca) godono del trattamento di "Santità" (che nella Chiesa latina è riservato al papa); i primati (cioè arcivescovi a capo) di Chiese ortodosse autocefale o autonome hanno pure il trattamento di "beatitudine", mentre agli arcivescovi in genere, sia metropoliti sia non metropoliti spetta il trattamento di "eminenza", che li distingue dai vescovi.
Vi sono poi usanze locali tradizionali e antichissime: ad esempio, si usa in Grecia l'appellativo di kyrios (signore), che in slavo-russo diviene vladika, e che indica il vescovo; oppure addirittura l'usanza più vicina all'epoca apostolica di indicare il vescovo come il Santo (ad esempio: «il Santo di Smirne», o «il Santo di Atene», «il Santo di Antiochia», ecc. con il solo nome del vescovo e non il cognome, poiché egli era conosciuto da tutti). Infatti le lettere apostoliche (come quelle di Paolo di Tarso), oppure la stessa Apocalisse giovannea, cominciavano spesso con questa formula codificata: "Al Santo che sta nella città di..." o "ai Santi che sono in..." e spesso finiva con i saluti "ai Santi e ai fratelli in Cristo" per indicare i vescovi e presbiteri a capo delle Chiese sorelle.
Un altro trattamento particolare è riservato al Patriarca della Chiesa armena (una delle Chiese più antiche) chiamato «Catholicos degli Armeni»; infatti le Chiese d'Oriente si sono ritenute cattoliche (nel senso di "universali") da sempre, recitando il Credo nella liturgia ([Credo] in Unam Sanctam, Catholicam et Apostolicam Ecclesiam).

## Nel vetero-cattolicesimo

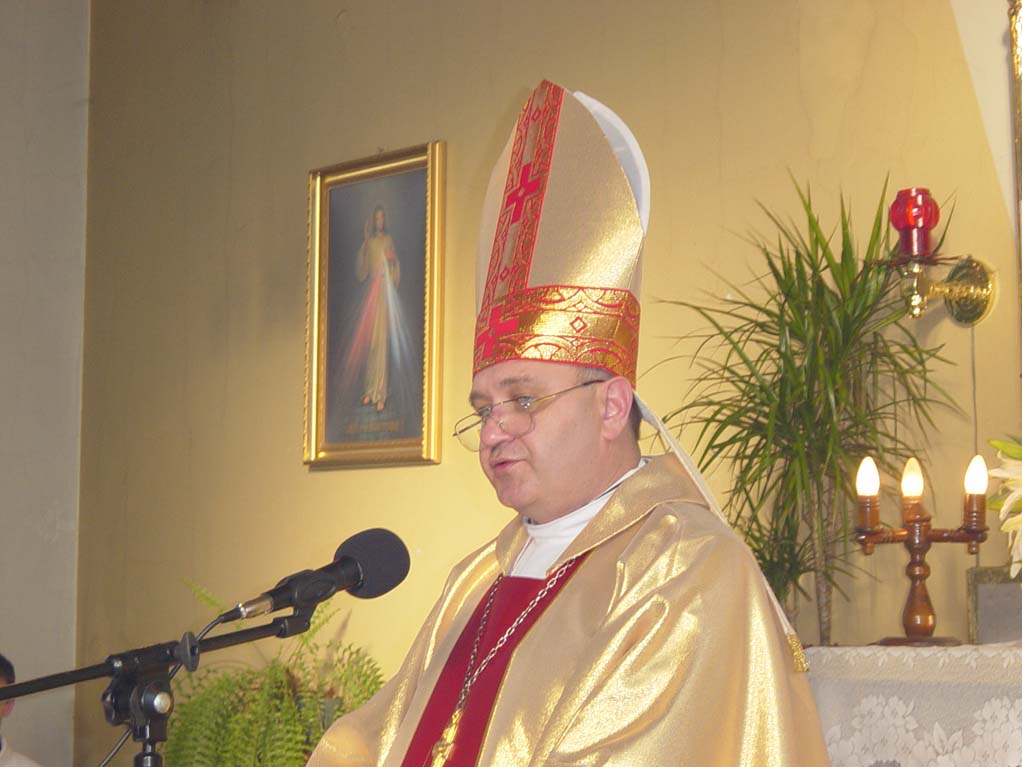
Vescovo vetero-cattolico con i paramenti liturgici

Secondo l'ecclesiologia vetero-cattolica, quella di vescovo è la più alta carica nella Chiesa, ed è legata a una realtà diocesana esistente. Questo principio è espresso dalla chiesa primitiva e ribadito da Urs Küry con le parole: sine episcopo nulla Ecclesia, nullus episcopus sine ecclesia (non c'è chiesa senza un vescovo, non c'è vescovo senza una chiesa). Pertanto nelle Chiese vetero-cattoliche non ci sono vescovi ausiliari, se non in rari casi (ad esempio malattia grave o età avanzata del vescovo in carica).
Precondizione per l'ordinazione episcopale è che il candidato all'episcopato sia stato consacrato diacono e presbitero già prima della consacrazione (l'Ordine ricevuto in altre Chiese cattoliche è riconosciuto e quindi non può essere ripetuto).
Bisogna rispettare le seguenti operazioni:
1. Il candidato deve essere nominato dal capitolo della cattedrale o dal Sinodo per essere eletto vescovo. Questa è la forma attuale delle elezioni della Chiesa primitiva secondo la formula "vescovo dal clero e dal popolo".
2. La consacrazione avviene mediante la preghiera di consacrazione e l'imposizione delle mani da parte di un vescovo in successione apostolica, di solito con l'assistenza di almeno due altri vescovi.

Caratteristica di un vescovo vetero-cattolico è, quindi, di essere sia eletto sia consacrato. Quando manchi il primo passo (come nel caso dei vescovi vaganti), la validità della consacrazione è dubbia. Tuttavia, se il consacrando è validamente eletto, mentre la consacrazione non è ancora stata effettuata, costui può già - quando l'ordinamento della sua Chiesa locale lo consenta - esercitare le funzioni episcopali che non richiedono l'ordinazione episcopale in qualità di "vescovo eletto".
Le Chiese vetero-cattoliche sono Chiese locali autonome. Così, l'Arcivescovo di Utrecht, che è al contempo presidente della Conferenza episcopale vetero-cattolica internazionale dell'Unione di Utrecht in quanto titolare della più antica sede episcopale, detiene il primato d'onore ma non ha poteri giurisdizionali di là dalla sua diocesi.
Il ritiro del vescovo e l'età massima sono regolamentati a livello nazionale. In Germania e in Svizzera, per esempio, l'età massima è di 70 anni, dopo di che un vescovo dovrebbe andare in pensione. Anche successivamente alle dimissioni egli può esercitare nella liturgia funzioni episcopali, mentre la guida della diocesi rimane unicamente al suo successore.
Le insegne di un vescovo vetero-cattolico sono simili a quelle di un vescovo cattolico romano: mitra, pastorale, anello e croce pettorale. A causa dello scisma da Roma, gli arcivescovi di Utrecht dal 1723 non portano il pallio. 
Secondo la tradizione patristica, rimangono riservati al vescovo consacrato la consacrazione degli oli sacri, la consacrazione di chiese e altari e il Sacramento della Confermazione e dell'Ordine. Qualora sia presente in una celebrazione, di solito è guida della Messa e di qualsiasi altra amministrazione di sacramenti, anche non espressamente a lui riservati. Un vescovo vetero-cattolico può amministrare atti di culto (ad esempio battesimi, matrimoni, unzione degli infermi, funerali) in tutte le comunità della sua diocesi per motivi pastorali.
In alcune chiese vetero-cattoliche, l'esclusione delle donne dal triplice ministero ordinato è stato abolito con decisioni sinodali, e pertanto le donne saranno ammesse agli ordini sacri.

## Nel protestantesimo

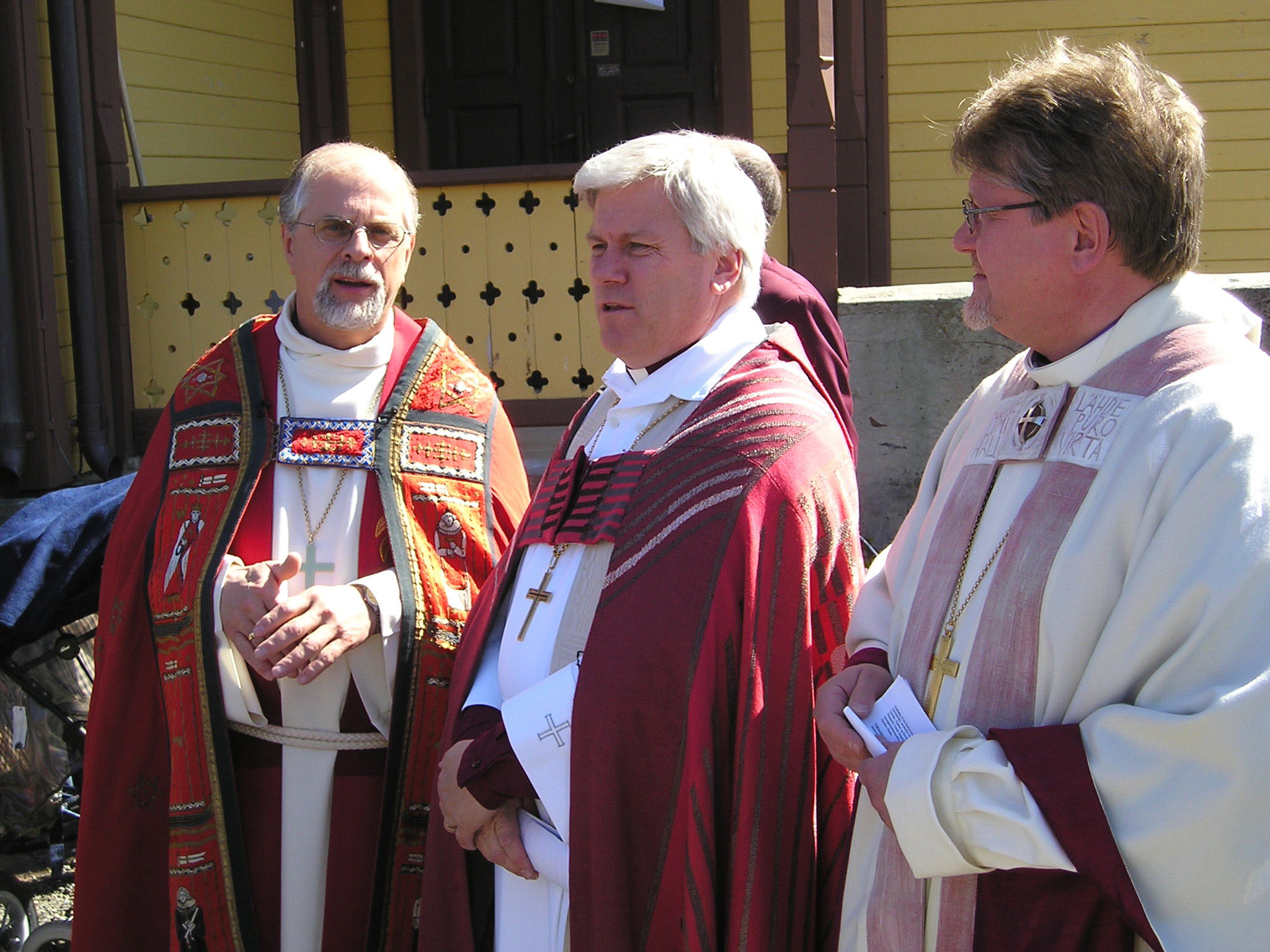
Vescovi luterani

Le Chiese nate dalla Riforma non considerano l'episcopato come un ministero istituito da Gesù Cristo, né come una diretta prosecuzione del ministero apostolico, in quanto la successione apostolica è garantita dalla retta predicazione, cioè dall'annuncio dell'evangelo conforme all'insegnamento degli apostoli, e non da una trasmissione diretta dell'ordine dagli apostoli ai primi vescovi e da questi ai loro successori.
Alcune Chiese protestanti, come le Chiese episcopaliane e buona parte delle Chiese luterane, mantengono la figura del vescovo (a volte chiamato "sovrintendente", secondo l'etimologia della parola), senza valore sacramentale, ma con un ruolo istituzionale o amministrativo che spesso viene affidato a un uomo o a una donna. Le altre Chiese, invece, che non hanno vescovi, possono essere Chiese presbiteriane se riconoscono agli anziani il ruolo di governo della chiesa locale, o Chiese congregazionaliste se vedono nell'assemblea dei membri di chiesa l'autorità più alta nell'autogoverno della comunità.

### Nelle religioni restaurazioniste

#### Nei Testimoni di Geova
Fra i Testimoni di Geova esiste la figura del Sorvegliante di Circoscrizione (dal greco antico ἐπίσκοπος - epìskopos, ovvero "supervisore, sorvegliante"), un ruolo di supervisore degli Anziani di Congregazione (dal greco πρεσβύτερoς - presbýteros, ovvero "più anziano") di una determinata " Circoscrizione", ovvero la suddivisione amministrativa di più "Congregazioni" (dal greco ἐκκλησία - ekklēsía, ovvero "assemblea, congregazione").